# ベルベット・バズソー: 血塗られたギャラリー
『ベルベット・バズソー: 血塗られたギャラリー』（ベルベット・バズソー: ちぬられたギャラリー、原題：Velvet Buzzsaw）は、2019年に配信されたアメリカ合衆国のホラー映画である。監督はダン・ギルロイ、主演はジェイク・ジレンホールが務めた。

## 概略
ロサンゼルスのアート業界。画廊の商売人たちは如何にして絵を高く売りつけるかということばかり考えていた。そんな彼/彼女らにとって、絵の価値が分からないのに良い絵を買おうとする金持ちはカモでしかなかった。商売人たちはスノッブを上客として扱いつつも、心の底では軽蔑していたのである。
ジョセフィーナはそんな世界に飛び込んだばかりであった。ある日、ジョセフィーナは偶然にも素晴らしい絵の数々を発見した。それは同じアパートに住んでいた老人が描き残したもので、極めて不気味な作品ではあったが、傑作の風格がそこにはあった。その話を聞いたモーフとロードラはジョセフィーナを出し抜き、老人の絵画を高値で売り出すことにした。老人は亡くなる間際に「自分の死後、描いた作品は全て廃棄してほしい」と言い残していたが、利益に目がくらんだ2人は遺言を無視した。絵画の素晴らしさはSNSを通して世界中に発信されていった。
ところが、2人の周辺で怪現象が頻発するようになった。事態を重く見たモーフは絵画を処分しようとしたが、時既に遅かった。

## キャスト
※括弧内は日本語吹替
- モーフ・ヴァンデウォルト - ジェイク・ジレンホール（高橋広樹）
- ロードラ・ヘイズ - レネ・ルッソ（高島雅羅）
- グレッチェン - トニ・コレット（安藤麻吹）
- ジョセフィーナ - ゾウイ・アシュトン（英語版）（宮澤はるな）
- ジョン・ドンドン - トム・スターリッジ
- ココ - ナタリア・ダイアー
- ダムリッシュ - ダヴィード・ディグス（英語版）
- ブライソン - ビリー・マグヌッセン
- ピアース - ジョン・マルコヴィッチ（金尾哲夫）
- その他の日本語吹き替え：北田理道／ふじたまみ／菊池康弘／丸山壮史／魚建／福西勝也／板取政明／竹村知美／渡辺ゆかり／小林さとみ

日本語版スタッフ：演出：高橋剛、翻訳：寺尾知寿子、録音・調整：酒井義征、録音スタジオ：ACスタジオ、制作：ACクリエイト

## 製作
2017年6月20日、ダン・ギルロイ監督の新作映画にジェイク・ジレンホールとレネ・ルッソが出演するとの報道があった。27日、Netflixが本作の配信権を獲得したと報じられた。11月、ギルロイ監督はインタビューの中で「新作映画はロバート・アルトマンの『ザ・プレイヤー』を思わせるような作風になる」という主旨の発言をした。2018年3月5日、本作の主要撮影がロサンゼルスで始まった。12日、ゾウイ・アシュトン、ナタリア・ダイアー、ダヴィード・ディグス、ジョン・マルコヴィッチ、ビリー・マグヌッセン、トニ・コレット、トム・スターリッジら主要キャストが発表された。

## 公開・マーケティング
2019年1月10日、本作のオフィシャル・トレイラーが公開された。本作はサンダンス映画祭でプレミア上映された。

## 評価
本作は批評家から好意的に評価されている。映画批評集積サイトのRotten Tomatoesには41件のレビューがあり、批評家支持率は74%、平均点は10点満点で6.5点となっている。サイト側による批評家の見解の要約は「もし今年公開のホラー映画―あるいは、直近数十年の間に公開されたホラー映画―で芸術の世界を風刺した映画を見たいなら、『ベルベット・バズソー: 血塗られたギャラリー』を見るべきである。」となっている。また、Metacriticには19件のレビューがあり、加重平均値は61/100となっている。